# Цурленго
Цурленго (итал. Zurlengo) јесте насеље у Италији у округу Бреша, региону Ломбардија.
Према процени из 2011. у насељу је живело 184 становника. Насеље се налази на надморској висини од 84 м.